# العلاقات الأوزبكستانية السورية
العلاقات الأوزبكستانية السورية هي العلاقات الثنائية التي تجمع بين أوزبكستان وسوريا.

## مقارنة بين البلدين
هذه مقارنة عامة ومرجعية للدولتين:
| وجه المقارنة                                              | أوزبكستان       | سوريا                    |
| --------------------------------------------------------- | --------------- | ------------------------ |
| المساحة (كم2)                                             | 448.98 ألف      | 185.18 ألف               |
| عدد السكان (نسمة)                                         | 32.39 مليون     | 18.27 مليون              |
| الكثافة السكانية (ن./كم²)                                 | 72.14           | 98.66                    |
| العاصمة                                                   | طشقند           | دمشق                     |
| اللغة الرسمية                                             | اللغة الأوزبكية | اللغة العربية            |
| العملة                                                    | سوم أوزبكستاني  | ليرة سورية               |
| الناتج المحلي الإجمالي (بليون دولار)                      | 48.72 مليار     | 60.20 مليار              |
| الناتج المحلي الإجمالي (تعادل القوة الشرائية) بليون دولار | 190.50 مليار    |                          |
| الناتج المحلي الإجمالي الاسمي للفرد دولار أمريكي          | 2.13 ألف        |                          |
| الناتج المحلي الإجمالي للفرد دولار أمريكي                 | 5.57 ألف        |                          |
| مؤشر التنمية البشرية                                      | 0.675           | 0.594                    |
| رمز المكالمات الدولي                                      | +998            | +963                     |
| رمز الإنترنت                                              | .uz             | .sy                      |
| المنطقة الزمنية                                           | ت ع م+05:00     | ت ع م+02:00، ت ع م+03:00 |

## منظمات دولية مشتركة
يشترك البلدان في عضوية مجموعة من المنظمات الدولية، منها:
| علم المنظمة | اسم المنظمة                               | تاريخ انضمام أوزبكستان | تاريخ انضمام سوريا |
| ----------- | ----------------------------------------- | ---------------------- | ------------------ |
|             | مؤسسة التنمية الدولية                     | 24 سبتمبر 1992         | 28 يونيو 1962      |
|             | يونسكو                                    | 26 أكتوبر 1993         | 16 نوفمبر 1946     |
|             | وكالة ضمان الاستثمار متعدد الأطراف        | 4 نوفمبر 1993          | 14 مايو 2002       |
|             | الأمم المتحدة                             | 2 مارس 1992            | 24 أكتوبر 1945     |
|             | الاتحاد البريدي العالمي                   | ?                      | ?                  |
|             | البنك الدولي للإنشاء والتعمير             | 21 سبتمبر 1992         | 10 أبريل 1947      |
|             | منظمة التعاون الإسلامي                    | ?                      | 1972               |
|             | منظمة حظر الأسلحة الكيميائية              | ?                      | ?                  |
|             | الاتحاد الدولي للاتصالات                  | 10 يوليو 1992          | 12 يناير 1924      |
|             | مؤسسة التمويل الدولية                     | 30 سبتمبر 1993         | 28 يونيو 1962      |
|             | المركز الدولي لتسوية المنازعات الاستشارية | 25 أغسطس 1995          | 24 فبراير 2006     |
|             | منظمة الشرطة الجنائية الدولية             | ?                      | ?                  |

## وصلات خارجية
- موقع وزارة الخارجية الأوزبكستانية